# Belhaven
Belhaven is een plaats (town) in de Amerikaanse staat North Carolina, en valt bestuurlijk gezien onder Beaufort County.

## Demografie
Bij de volkstelling in 2000 werd het aantal inwoners vastgesteld op 1968.
In 2006 is het aantal inwoners door het United States Census Bureau geschat op 1998, een stijging van 30 (1,5%).

## Geografie
Volgens het United States Census Bureau beslaat de plaats een oppervlakte van
4,9 km², waarvan 3,9 km² land en 1,0 km² water. Belhaven ligt op ongeveer 1 m boven zeeniveau.

## Plaatsen in de nabije omgeving
De onderstaande figuur toont nabijgelegen plaatsen in een straal van 36 km rond Belhaven.

## Geboren in Belhaven
- Little Eva (1943-2003), zangeres